# Macieira da Lixa
Macieira da Lixa is een plaats (freguesia) in de Portugese gemeente Felgueiras en telt 2065 inwoners (2001).